# Nikolítsi
Nikolítsi är en ort i Grekland.   Den ligger i prefekturen Nomós Prevézis och regionen Epirus, i den centrala delen av landet, 290 km nordväst om huvudstaden Aten. Nikolítsi ligger 117 meter över havet och antalet invånare är 397.
Terrängen runt Nikolítsi är bergig åt nordväst, men åt sydost är den kuperad. Nikolítsi ligger nere i en dal.Runt Nikolítsi är det ganska glesbefolkat, med 42 invånare per kvadratkilometer. Närmaste större samhälle är Filippiáda, 15,4 km sydost om Nikolítsi. 